# Garryaceae
Plantefamilien Garryaceae er en lille familie med kun to slægter. De fælles træk er: Stedsegrønne buske eller træer med et indhold af tanniner. Bladene er modsatte, og blomsterstandene er endestillede. Den enkelte blomster er 4-tallige.
| Slægter |

- Aucuba (Tidligere indplaceret i Kornel-familien)
- Garrya